# Seeschleuse Wilhelmshaven

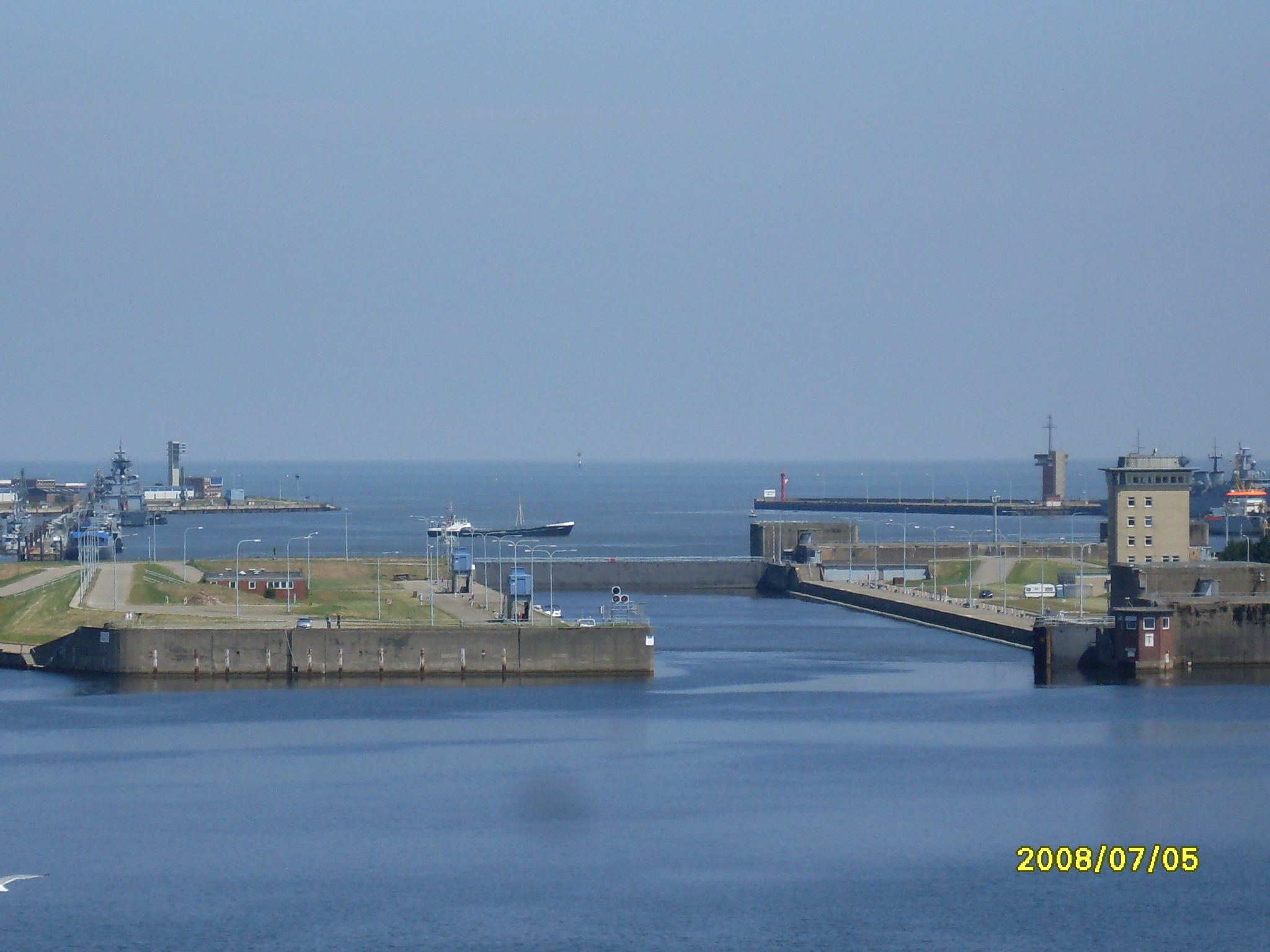
Zicht op de sluis

De Seeschleuse Wilhelmshaven (Zeesluis Wilhelmshaven) is de vierde zeesluis die bij de Duitse havenstad Wilhelmshaven is gebouwd. De schutsluis is diverse malen vernieuwd om doorgang te verlenen voor de groter wordende schepen.

## Geschiedenis
De haven van Wilhelmshaven ligt aan de Jadeboezem en hier bestaat een maximaal verschil tussen eb en vloed van bijna 5 meter. Voor de haven zijn dokken met een constant waterpeil te prefereren en hiervoor waren schutsluizen noodzakelijk. In 1871, 1886 en 1909 werden sluizen gebouwd, maar deze voldeden uiteindelijk niet meer aan de wensen van de scheepvaart en de haven.
In 1917 werden de eerste plannen gemaakt voor nieuw en grotere sluizen. De werkzaamheden voor de bouw van de sluis begonnen pas in 1936. De Tweede Wereldoorlog vertraagde de bouw en aan het einde van de oorlog was slechts een van de twee sluiskolken beschikbaar. Tijdens de oorlog stond de sluis bekend als de Raeder-schleuse, genoemd naar de Duitse admiraal Erich Raeder. Op 7 november 1942 verrichtte hij de officiële opening door met de lichte kruiser  Emden de sluis te passeren.
Na de oorlog werden de scheepswerf en de faciliteiten van de marine door de geallieerden ontmanteld. Tussen 1947 en 1949 vielen ook de sluizen onder de slopershamer.
In 1955 viel het besluit om voor de nieuwe Bundesmarine hier een marinehaven te vestigen. In dit jaar werd ook gewerkt aan plannen voor een nieuwe zeesluis. De oude sluis was ontmanteld, maar er was voldoende overgebleven om als basis te dienen voor de nieuwe sluis. De bouw van de zeesluis duurde van 1957 tot 1964.
Tussen de sluizen en de zee ligt nu een grote marinehaven met kades voor het afmeren van oorlogsschepen. De sluizen worden beheerd door de Wasserstraßen- und Schifffahrtsamt Wilhelmshaven.

## Beschrijving
De zeesluis bestaat uit twee sluiskolken. De schutkolken zijn tussen de deuren 390 meter lang en 60 meter breed. Bij het sluishoofd is de breedte 57 meter. De roldeuren, die in uitsparingen aan de zijkant worden weggerold, zijn 60 meter lang, 20 meter hoog en 10 meter breed. Het gewicht van de roldeur is 1700 ton. Bij een gemiddeld waterstand staat er 14,7 meter water boven de drempel en de bij laag water is dit 11,5 meter.

## Trivia

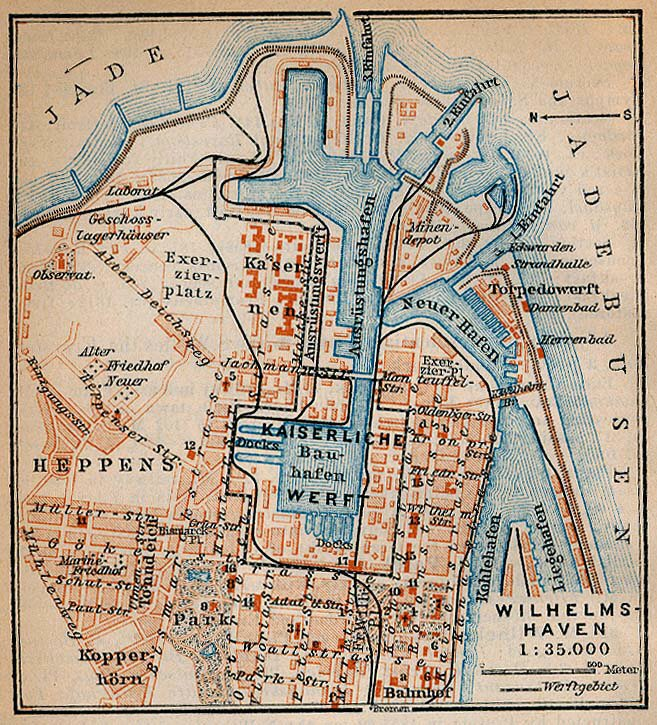
Kaart uit 1910 met rechtsboven de drie oude sluizen.

De sluis wordt ook wel de „4. Einfahrt“ (4e Ingang) genoemd. Voorheen waren er drie kleinere sluizen die allemaal in onbruik zijn geraakt omdat de schepen te groot werden. De sluizen zijn afgebroken of volgestort. De huidige zeesluis ligt ten noordwesten van de drie oudere sluizen.